# Federico IV di Goseck
Federico IV di Goseck (Weißenburg, 1085 – 26 giugno 1125) fu conte di Putelendorf o Bottendorf e conte palatino di Sassonia dal 1087 al 1097.

## Biografia
Era l'unico figlio del conte palatino di Sassonia Federico III, che venne assassinato quando Federico IV era ancora infante, e di Adelaide di Stade, figlia del margravio della marca del Nord Lotario Udo II.
Dopo la morte del padre, la madre si risposò con Ludovico il Saltatore. Quest'ultimo s'impossessò della maggior parte degli allodi del figliastro nei pressi Erfurt in Turingia, comprendenti Freyburg, Bad Lauchstädt e Bad Sulza. Vistosi derubato della sua eredità, Federico IV accusò il patrigno di aver ucciso suo padre. Tuttavia, il processo venne archiviato dal re dei Romani Enrico V di Franconia.
Nella guerra per l'eredità della contea di Weimar-Orlamünde si schierò contro il sovrano, che nel 1097 Federico IV lo privò della contea palatina di Sassonia, la quale venne assegnata a Federico I di Sommerschenburg, figlio di Oda di Goseck, a sua volta figlia del conte palatino di Sassonia Federico I.
Il 6 giugno 1112 Federico IV e il suo fratellastro Ermanno si scontrarono con Hoyer I di Mansfeld presso Teuchern vicino a Weißenfels. I due fratellastri furono costretti ad arrendersi e furono imprigionati nel castello di Hammerstein sul Reno. Federico IV fu rilasciato nel 1114 in seguito al pagamento di un riscatto, mentre il suo fratellastro Ermanno morì durante la prigionia.
Nel 1117/18 difese Kyffhäuser dal conte palatino di Sassonia Federico di Sommerschenburg, ma dovette arrendersi dopo un lungo assedio. Suo cugino morì nel 1121, ma Federico IV non riuscì più a recuperare la contea palatina di Sassonia, che venne ereditata da Federico VI, figlio di Federico V.

## Matrimonio e figli
Nel 1116 sposò Agnese (1100 ca. – 1136), figlia del conte Enrico di Limburgo. La coppia ebbe tre figli:
- Enrico († 1126);
- Federico (1117 ca. – 31 gennaio 1179), vescovo di Praga dal 1169 al 1179;[2]
- Berta († 1190), che sposò il conte di Henneberg Bertoldo I.[2]

Secondo lo storico Wilhelm Karl von Isenburg ebbero anche un quarto figlio:
- Ermanno (prima del 1114 – 1129).

Dopo la sua morte Agnese si risposò con Walo II di Veckenstedt il Giovane, che morì assassinato nel 1126.